# Guardie Rosse (Italia)
Le Guardie Rosse furono una formazione di difesa proletaria attiva in Italia principalmente durante il biennio rosso (1919-1920) e, in forma minore, fino al 1922.

## Storia
Furono attive durante l'occupazione delle fabbriche di Torino, durante i fatti di Empoli 1921 e quelli di Crema.
Esse confluirono poi, in gran parte, nell'organizzazione paramilitare degli Arditi del Popolo.
Nello specifico la circolare n° 7 del 18 aprile 1921 del Partito Comunista d'Italia (PCd'I) (sezione italiana della Terza Internazionale) sintetizza il concetto di Guardia Rossa a nome del comitato centrale allora vigente:
Avendo ipotizzato l'imminenza della rivoluzione, il Partito Comunista d'Italia ritiene necessario armare una "milizia proletaria", integrata tra i lavoratori di fabbriche e campagne, per spiegare la sua funzione e le tesi del comunismo all'interno della suddetta classe, per non apparire come "braccio armato" del partito slegato dalle dinamiche sociali.

## Inno
Nel 1919 Spartacus Picenus, pseudonimo di Raffaele Mario Offidani, scrisse un canto intitolato "La Guardia Rossa", che fu fatto ascoltare a Lenin in persona. Quest'ultimo obiettò che la musica non fosse abbastanza marziale.
Il testo: